# Sauvez-moi
Pour l’article homonyme, voir Sauvez-moi (chanson).
Sauvez-moi (Help Me) est le vingt-deuxième et dernier épisode de la sixième saison de la série télévisée Dr House.

## Résumé
Juste après être parti de sa consultation, House offre un livre à Cuddy, dans lequel il a mis une dédicace pour son emménagement avec Lucas. Mais il y a une urgence : une grue s’est effondrée sur un parking à Trenton.
Sur place, House, Foreman, Cuddy et d’autres médecins prodiguent les premiers soins aux blessés. Quand il interroge le grutier, il dit qu’il s’est endormi, mais il prend de la caféine en pilules : il s’est évanoui, c’est un cas pour l’équipe. Malheureusement, Cuddy retient House sur place, c’est Foreman qui gérera le patient. House veut discuter avec Wilson de la réaction étrange de Cuddy quand elle a reçu son cadeau, mais l’oncologue est trop occupé.
Soudain House entend des coups de tuyau. Ni les pompiers, ni les chiens ne trouvent la preuve d’une présence. House se décide donc à aller explorer les décombres en rampant, et retrouve une jeune femme, Hannah, avec la jambe coincée par un bloc de gravats. En ressortant pour prévenir les pompiers, House se tient au courant du grutier, qui aurait un traumatisme ou une lésion compressive.
House apprend la raison de la réaction de Cuddy : Lucas l'a demandée en mariage la veille et elle a accepté. House est troublé, mais il y a plus préoccupant : le déblaiement ne permet pas de libérer Hannah, il faudrait l’amputer. House est définitivement contre, et préfère attendre.
Quand le grutier, en sortant d'une IRM, saigne du nez et pleure du sang, le diagnostic semble difficile. Alors que numéro 13 arrive seulement au Princeton-Plainsboro, House pense à une thrombose veineuse sinusale, et veut se consacrer à ce cas. Une fois encore, Cuddy le retient, parce que la patiente le demande. Il reste.
Pendant la veinographie du grutier, Taub demande à numéro 13 ce qui la perturbe, ne croyant pas à son excuse. Elle ne répond rien. Pour Hannah, les pompiers pensent pouvoir soulever le bloc qui la retient. Mais pendant l’opération, une autre poutre tombe, manquant de tuer House, Hannah et un pompier. Hannah fait un pneumothorax hypertensif, House est blessé à l’épaule. Il sort se faire soigner par Cuddy, et apprend que le grutier a de la fièvre : infection. Ils reparlent alors de l’amputation pour Hannah, mais House refuse pertinemment. S’ensuit une dispute durant laquelle House et Cuddy se disent leurs quatre vérités ; Cuddy est une mère célibataire de 40 ans qui va se marier à un jeune homme, et House est un homme seul, aigri et incapable d’avancer dans la vie. Cuddy repart tenter de convaincre Hannah de se faire amputer, mais c’est House qui y parvient, en lui racontant son histoire : victime d'un caillot dans la jambe, il a préféré tenter une opération dangereuse contre l'avis des médecins, qui voulaient l'amputer. Il est depuis condamné à traîner sa jambe, inutile depuis qu'on lui a retiré un muscle, et qui le fait souffrir tous les jours. La douleur l'a endurci, fermé aux autres, et fait de lui un homme seul et dévasté. Hannah accepte. House se charge lui-même de l’opération, et l’accompagne à l’hôpital, sans mot dire à Cuddy.
Dans l’ambulance, House apprend que le patient est tombé dans le coma pendant qu’il se faisait interroger par un policier. Il comprend alors que le problème vient du stress : avec la position assise de son travail, il a développé un kyste arachnoïdien dans le bas de la colonne vertébrale, qui a déclenché les symptômes en cas de stress. Mais Hannah entre en détresse respiratoire. House la soigne pour un caillot, mais comprend qu’elle fait une embolie graisseuse à cause de l’amputation. Impossible à traiter, elle meurt avant d’arriver au Princeton-Plainsboro.
Pour House, c’est la goutte d’eau qui fait déborder le vase. Malgré le soutien de Foreman, il n’en peut plus. Pendant que numéro 13 laisse une lettre de demande de congés sous les yeux de Taub, House retourne alors dans son appartement, et arrache le miroir de la salle de bains ; derrière se trouve une cachette de Vicodin. Il est sur le point d'en prendre deux comprimés quand Cuddy entre. Elle lui avoue alors la vérité : elle a rompu avec Lucas, n’arrivant pas à penser à un autre que House. Cuddy et House s’embrassent, et du fait que House croit encore à une hallucination, Cuddy lui fait remarquer qu'il n'a pas pris la Vicodin.

## Production
Cet épisode a été tourné entièrement en utilisant le Canon EOS 5D Mark II. Ceci a permis à l'équipe de production de travailler dans des espaces très serrés, avec un éclairage minimal, tout en offrant une très faible profondeur de champ. Les plans originaux ne montrent que certaines scènes tournées en numérique, mais finalement le 5D a été utilisé pour l'épisode entier.